# 루이지 알레만디
루이지 알레만디(이탈리아어: Luigi Allemandi luˈiːdʒi alleˈmandi[*]; 1903년 11월 8일, 피에몬테 주 산 다미아노 마크라 ~ 1978년 9월 25일, 리구리아 주 피에트라 리구레)는 이탈리아의 전 축구 선수로, 현역 시절 수비수로서 좌측 수비를 맡았다. 그는 이탈리아 국가대표팀의 1934년 월드컵 우승 주역이다.

## 클럽 경력
쿠네오 도 산 다미아노 마크라 출신인 알레만디는 1921년에 레냐노에서 신고식을 치렀다. 이후, 그는 유벤투스, 암브로시아나, 로마, 베네치아, 라치오를 거쳐 활약했고, 이탈리아 국가대표팀에서도 성공적인 활약을 펼쳤다. 그러나, 그는 1927년 몰레 안토넬리아나 더비 승부조작 스캔들에 휘말렸는데, 그 결과 토리노의 우승이 1회 취소되었다.
공식 계좌에 따르면, 토리노 감독이 알레만디에게 35 000 ITL을 요구하며 져주기를 요구했고, 경기 직전에 25 000 ITL을 선불로 나머지 금액을 경기 후에 주겠다고 덧붙였다. 토리노는 이 경기에서 2-1로 이겼지만, 알레만디가 이 경기에서 고군분투했고, 그는 남은 제의 금액을 받기를 거절했다. 기자가 승부 조작 정황을 확인해 사건이 공론화되었다. 논란의 재판 이후, 토리노의 우승이 취소되었고, 알레만디는 지속적으로 자신이 무고함을 주장했지만, 영구 제명되었다. 이후 1928년에 이탈리아 국가 올림픽 위원회(CONI)의 도움으로 사면되어 암브로시아나-인테르로 이적했다.

## 국가대표팀 경력
1925년에 이탈리아 국가대표팀 신고식을 치른 알레만디는 그리스와의 1934년 월드컵 예선전 경기에서 움베르토 칼리가리스를 대신해 좌측 수비를 맡았다. 비토리오 포초 감독은 이 대회에서 매 경기 그를 중용했고, 푸른 군단(Azzurri)이 안방에서 정상에 오르는 데 일조했다. 그는 이후 1935년부터 1936년까지 이탈리아 국가대표팀의 주장도 역임했다. 그는 1927-30 시즌, 1931-32 시즌, 그리고 1933-35 시즌의 중부 유럽 선수권 대회에 모두 참가하여 2번의 우승 1번의 준우승을 거둔 9명의 이탈리아 선수들 중 하나였다.

## 수상
유벤투스
- 프리마 디비시오네: 1925–26

암브로시아나-인테르
- 세리에 A: 1929–30

## 국가대표팀
이탈리아
- 월드컵: 1934
- 중부 유럽 선수권 대회
  - 우승: 1927-30, 1933-35
  - 준우승: 1931-32